# L'angelo Esmeralda
L'angelo Esmeralda è una raccolta di racconti dello scrittore statunitense Don DeLillo, pubblicata nel 2011.
Il libro è stato finalista al Premio The Story 2011 e al Premio PEN/Faulkner per la narrativa 2012, 
Il racconto eponimo segue le vicende di due suore che si trovano ad avere a che fare con una bambina scomparsa nel Bronx.

## Edizioni in italiano
- Don DeLillo, L'angelo Esmeralda, traduzione di Federica Aceto, Torino: Einaudi, 2013
- Don DeLillo, The Angel Esmeralda = L'Angelo Esmeralda, traduzione di Federica Aceto, Roma: La biblioteca di repubblica-l'Espresso, 2015